# 25046 Суїхань
25046 Суїхань (25046 Suyihan) — астероїд головного поясу, відкритий 17 серпня 1998 року.
Тіссеранів параметр щодо Юпітера — 3,489.